# 林攒
林攒（？—？），唐朝福建莆田人。
唐德宗贞元初年（785～804年），为福唐县尉。因母亲年老弃官返乡。林攒母亲去世后，他水浆不入口五日。结庐于墓右，有白乌来，甘露降。观察使李若初派官验实，不久露水干了，乡人失色，林攒哭道：“天所降露，祸害我吗？”之后露水复集，白乌回翔。诏作二阙于母墓前，又表其闾，蠲徭役，时号“阙下林家”。

## 延伸阅读
[在维基数据编辑]
 《新唐書·卷195》，出自《新唐書》